# Miguel Casasola
Miguel Casasola (Ciudad de México, 1878-Ciudad de México, 1952) fue un fotógrafo mexicano que documentó la historia de la aviación, la radiofonía y el teatro. Paralelamente a su labor como reportero gráfico, realizada junto con su hermano Agustín Víctor Casasola, realizó trabajos comerciales por encargo. La labor emprendida por Agustín Víctor y Miguel fue continuada por sus familiares Gustavo, Ismael, Piedad y Mario. Juntos editaron Historia Gráfica de la Revolución (1940) y Seis siglos de historia gráfica de México (1962).
Junto con su hermano Agustín Víctor Casasola fueron los iniciadores del Archivo Casasola que contiene fotografías de México desde 1900 hasta la década de 1970 y son considerados los pioneros del fotorretrato en México.

### Historia
Agustín Víctor Casasola y Miguel Casasola son los pioneros del fotorreportaje, el primer estilo de reportaje auténtico en la fotografía latinoamericana. De sus fotos de la Revolución mexicana nació el archivo, en pleno auge de los Casasola en la carrera de fotografía, pasando por la década de 1930, cuando muere, y posteriormente sus hijos continúan la labor hasta la década de 1970. Este copioso fondo es el resultado del trabajo de tres generaciones de fotorreporteros, de los que fueron iniciadores Agustín Víctor y su hermano Miguel, seguidos por Gustavo, Ismael, Agustín hijo, Dolores, Piedad y Mario. La colección presenta una visión amplia de la sociedad, que abarca una diversidad de aspectos como la industria, el transporte, la urbanización, la criminalidad, la publicidad, el deporte, las artes, las diversiones y los retratos de los habitantes de la capital en su devenir cotidiano. La adquisición, en 1976, del archivo Casasola por parte del gobierno mexicano, a través del Instituto Nacional de Antropología e Historia, dio origen a la Fototeca Nacional del INAH, a la que el gobierno encomendó el resguardo de los materiales tomados por los hermanos Casasola y algunos otros
fotógrafos entre 1895 y 1972. La colección se envió al ex convento de San Francisco en Pachuca, Hidalgo, donde permanece hasta la fecha. El Fondo Casasola de la Fototeca Nacional está integrado por 483 993 piezas, de las cuales 411 904 son negativos- en su mayoría placas de vidrio y nitratos- y 72 089 positivos; de ellos, el 43 % se encuentra digitalizado y disponible para su consulta en el catálogo automatizado del Sistema Nacional de Fototeca.